# 烏馬兒 (將領)
烏馬兒（？—1289年）又作忽马儿，是蒙越战争期间元朝军队的一位将领。
乌马儿是色目人，其阿拉伯语名字应当为“奥马尔”（阿拉伯语：‎）。至元十三年（1276年），以万户跟随阿术攻南宋，受命守泰州。至元十五年（1278年），与张弘范攻打宋朝将领张世杰。至元二十一年（1284年）乌马儿与忽都虎领兵攻占城（今越南中南部）其占城国王以献书投降。五月，元世祖派忽都虎、乌马儿、刘万户等人，率扬州省军二万开赴安南支援唆都，遭遇风暴而溃散。因此追夺乌马儿等诰命、虎符及部将所受宣敕，以河西孛鲁合答儿等人代之，听阿里海牙节制。二十二年春正月，击败安南的兴道王陈国峻，兵至富良江以北。陈日烜亲自带领千余艘战船抵抗，被他打败，逃入城中。乌马儿领兵回到富良江以北驻扎，与唆都、唐古带等部一起同镇南王脱欢会合。
至元二十三年二月，元世祖任命都元帅乌马儿、亦里迷失、阿里、昝顺、樊楫一起为安南行中书省的参知政事。
二十四年正月，元朝再度攻打安南，设置征交趾行尚书省，任命奥鲁赤为平章政事，乌马儿、樊楫为参知政事，接受脱欢的节制。十一月，乌马儿、樊楫、程鹏飞等人率元军攻打安南，一路攻克城池告捷。二十五年正月，陈日烜又逃入海中，脱欢派军队追击，但没有追上，率军回昇龍，并派乌马儿领水军迎接张文虎的粮船。二月，因乌马儿仍未迎接到张文虎的粮船，诸将认为粮食耗尽将导致军队的疲劳，要求全军退回境内。脱欢听从了这个意见，命令乌马儿、樊楫县率水军撤退，程鹏飞、塔出以兵护送。乌马儿沿白藤江撤退，遭到安南军队的伏击，全军覆没，其本人被安南将领杜衡擒获，被安南上皇陈晃献俘于陈太宗的昭陵。二十六年，陈晃派黄佐寸将乌马儿遣返回国，但却采纳了陈国峻的建议，以擅长水性的人充当船夫，趁夜潜入水底将船凿沉，乌马儿等人都溺水死亡。

## 延伸阅读
[在维基数据编辑]
 《新元史/卷155》，出自柯劭忞《新元史》